# Copelatus dimorphus
Copelatus dimorphus är en skalbaggsart som beskrevs av Sharp 1882. Copelatus dimorphus ingår i släktet Copelatus och familjen dykare. Inga underarter finns listade i Catalogue of Life.